# Vulcaniella gielisi
Vulcaniella gielisi là một loài bướm đêm thuộc họ Cosmopterigidae. Nó được tìm thấy ở Tây Ban Nha.